# Rāvokh
Rāvokh (persiska: راوخ) är en ort i Iran.   Den ligger i provinsen Nordkhorasan, i den nordöstra delen av landet, 600 km öster om huvudstaden Teheran. Rāvokh ligger 1 556 meter över havet och antalet invånare är 293.
Terrängen runt Rāvokh är huvudsakligen kuperad, men västerut är den platt. Runt Rāvokh är det ganska glesbefolkat, med 30 invånare per kvadratkilometer. Närmaste större samhälle är Now Deh, 15,3 km norr om Rāvokh. Trakten runt Rāvokh består i huvudsak av gräsmarker.